# Swaefred dell'Essex
Swaefred o Suebred (... – 704 circa) è stato un sovrano anglosassone, che regnò nell'Essex insieme al fratello Sigeheard dal 694 al 709, succedendo sul trono al padre Sebbi.
Nel 705 entrò in contrasto con re Ine del Wessex dato che aveva dato rifugio ad alcuni pretendenti al trono del Wessex. Al Sinodo di Brentford essi furono però banditi dall'Essex dietro la promessa da parte di Ine di non attaccare l'Essex. Gli anni successivi del suo regno non sono noti e non si sa se egli sia rimasto sul trono da solo o insieme al fratello fino alla morte. Nel 709 il figlio di Sigeheard, Offa, fu per un breve periodo coreggente dell'Essex, succedendo poi da solo sul trono. In seguito, però, abdicò e quindi andò in pellegrinaggio a Roma insieme a re Coenred di Mercia.